# Bursztynowe drzewo
Bursztynowe drzewo – nagroda przyznawana przez Kaszubów za wybitne zasługi wobec kultury. Wywodzi się z myśli, że bursztyn i drzewo to największe skarby Kaszub, a ich połączenie gwarantuje moc, dostatek i wrażliwość na piękno. Jednym z członków jury przyznającego nagrodę w okresie międzywojennym był malarz marynista Marian Mokwa. Nagroda przyznawana jest od roku 1920 do dnia obecnego.

## Okres międzywojenny
W okresie międzywojennym przyznawano ją w kategoriach:
- dobrodziej słowa i muzyki
- muzyka
- wybitny aktor
- poeta, pisarz

Z okresu tego nie zachowały się listy nagrodzonych. Spłonęły w czasie II wojny światowej w roku 1940. Wiadomo jedynie, że byli wśród nich Hanka Ordonówna (nagrodę przyznano jej w roku 1931) i Jerzy Harald (nagrodę przyznano mu zaocznie w roku 1938).

## Okres powojenny
Po wojnie wskrzeszona po tym jak artyści zaczęli regularnie przyjeżdżać na Kaszuby ze spektaklami. Wręczana jest w Centrum Edukacji i Promocji Regionu w Szymbarku na Kaszubach.
Nagrodę w okresie powojennym otrzymali:
- mecenas kultury:

Radio Kaszëbë, Dziennik Bałtycki, Jan Czapiewski, TVP Gdańsk, Pytanie na śniadanie, gen. Dariusz Wroński, Stefan Angielski, Anna Maria Anders;
- muzyka poważna:

Andrzej Płonczyński, Cappella Gedanensis, Chór Męski im W. Lachmana Towarzystwa Śpiewaczego HARFA, Magdalena Idzik, Roman Koperski;
- aktor:

Janusz Zakrzeński, Ewa Kania, Marzanna Graff, Aleksander Mikołajczak;
- Poezja, proza:

Marian Jonkajtys, Eugeniusz Pryczkowski, Marzanna Graff, Irena Witrot, Zofia Kłoczko;
- reżyser:

Karol Stępkowski;
- dziennikarz:

Mariusz Szmidka, Agnieszka Rosłoniak, Stanisław Kalisz, Michał Antoniszyn;
- działalność na rzecz innych:

Maria i Władysław Ornowscy z Fundacji "Pan Władek", Piotr Szubarczyk;
- artysta:

Izyda Srzednicka-Sulowska;
- autor:

Aleksander Ryziński, Celina Riedl;
- dobrodziej słowa i muzyki:

Elżbieta Dukland, Janina Kwiecień, prof. Tadeusz Adamek (pośmiertnie);